# Marius Müller-Westernhagen

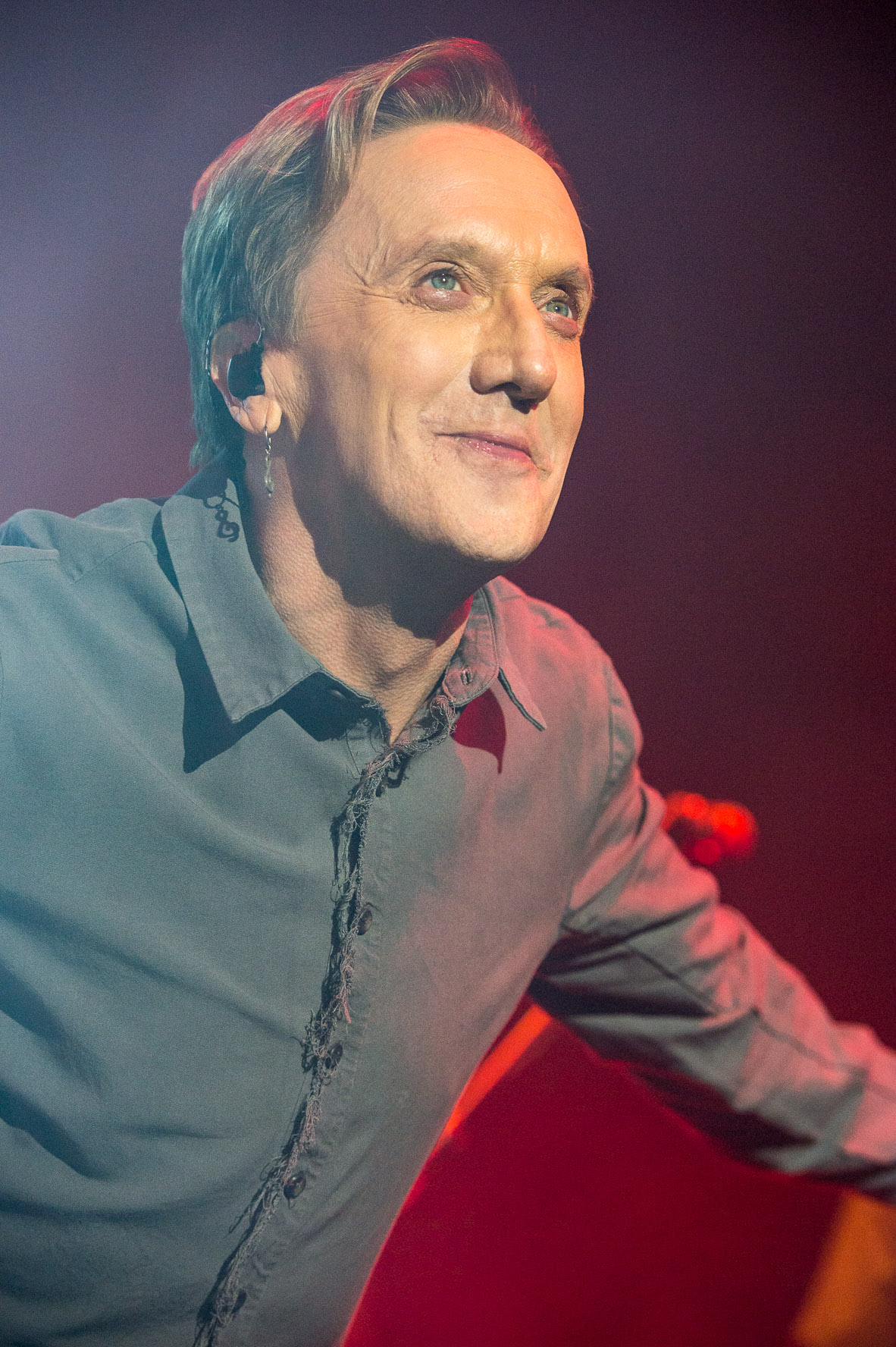
Marius Müller-Westernhagen, Nürnberg 2014

Marius Hubertus Hans Müller-Westernhagen (später auch nur Westernhagen; * 6. Dezember 1948 in Düsseldorf) ist ein deutscher Rock-Musiker und ehemaliger Schauspieler.
Mit rund 12,1 Millionen verkauften Tonträgern gilt er als einer der erfolgreichsten deutschen Musiker. Zu seinen bekanntesten musikalischen Werken zählen Mit Pfefferminz bin ich dein Prinz, Sexy, Weil ich dich liebe, Freiheit und Wieder hier. Sein Durchbruch als Filmschauspieler gelang ihm mit dem 1976 gedrehten Film Aufforderung zum Tanz als Theo Gromberg.

## Herkunft, Ausbildung und Schauspielerei
Marius Müller-Westernhagen wurde als Sohn des Schauspielers und Spielleiters Hans Müller-Westernhagen (1918–1963) und dessen Frau Lieselotte, geb. Krawczack (1920–1999), einer Postangestellten und späteren Regierungsbeamtin, in Düsseldorf geboren, wo er zusammen mit seiner zwei Jahre älteren Schwester Christiane Müller-Westernhagen im linksrheinischen Stadtteil Heerdt aufwuchs. Sein Vater war Mitglied des Ensembles des Düsseldorfer Schauspielhauses zur Zeit des Intendanten Gustaf Gründgens; er starb im Alter von 44 Jahren in Düsseldorf. Seine Mutter stammte aus einer Kieler Offiziersfamilie. Müller-Westernhagens Großvater mütterlicherseits war Chefingenieur bei der U-Boot-Flotte. Das schwierige Verhältnis Müller-Westernhagens zu seiner Mutter sowie der frühe Verlust des Vaters waren immer wieder Gegenstände seiner Liedtexte (wie in Was Du … aus dem Album In den Wahnsinn). Erst in den 1990er Jahren kam es zur Versöhnung. Im autobiographischen Interview Versuch dich zu erinnern mit Manfred Bissinger sagt Müller-Westernhagen, seine Mutter hätte seinen „Ruhm zwar genossen [...]. Lieber aber wäre ihr doch gewesen, wenn ich den Hamlet gespielt hätte, das hätte ruhig in Kleinkleckersdorf am Stadttheater sein können. Es hätte sie vielleicht stolzer gemacht, als wenn ihr Sohn in Fußballstadien eine Rockshow inszeniert. Sie wurde zwar aufgrund dessen überall hofiert, aber ich glaube, im tiefsten Innern hielt sie es für unseriös.“ Lieselotte Müller-Westernhagen ist auch im Film Keine Zeit zu sehen.
Auf Drängen der Mutter besuchte Müller-Westernhagen nach Erlangen der Mittleren Reife 1963 die Handelsschule in Düsseldorf. Im selben Jahr hatte er seine erste Filmrolle in Die Höhere Schule nach Scholem Alejchem unter der Regie von Wilhelm Semmelroth. Die erste Gage investierte Müller-Westernhagen, Fan der Düsseldorfer EG, in eine Eishockey-Ausrüstung. Seither war Müller-Westernhagen regelmäßig in Fernsehfilmen zu sehen und erhielt Ende der 1960er Jahre eine Schauspielausbildung bei Otto Ströhlin. Marius Müller-Westernhagen entschied sich zunächst, beim Schauspiel zu bleiben, und wurde zu Beginn seiner Karriere als Film- und Fernsehschauspieler bevorzugt in der Rolle des rebellischen Jugendlichen eingesetzt. 1965 übernahm er die Sprechrolle für die Hauptfigur bei der WDR-Hörspiel-Produktion von Wickie und die starken Männer.
Neben seiner Tätigkeit als Schauspieler schrieb Müller-Westernhagen Texte für die Zeitschriften Twen und Underground und gehörte zum Autorenteam des satirischen Nachrichtenmagazins Express. Zudem arbeitete er für den Hörfunk und als Regieassistent bei Gerhard Schmidt.

## Musikalische Karriere

### 1962–1969: Musikalische Anfänge
In der zweiten Hälfte der 1960er Jahre widmete sich Müller-Westernhagen der Musik, brachte sich selbst das Gitarrenspiel bei und begann eine klassische Gesangsausbildung bei Gisela Litz in Hamburg. Stimmlich erreichte er bereits die „Shouterqualität“, die sein gesangliches Markenzeichen wurde und an Steve Marriott von der damals sehr populären Band The Small Faces erinnerte. In der damals sehr lebendigen Düsseldorfer Musikszene brachte er es Ende der 1960er mit seiner Band Harakiri Whoom bereits zu lokaler Bekanntheit. Mit dem im Jahr 1978 erschienenen Titel Mit 18 thematisierte er diese musikalische Jugendzeit (Textzeile: „Mit 18 rannt’ ich in Düsseldorf rum – war Sänger in ’ner Rock’n Roll Band“). Mit dem Namen der Band entstand 1968 auch ein Film, eine Politsatire, die zum Skandal geriet und zunächst nicht ausgestrahlt wurde. Nach Auflösung von Harakiri Whoom widmete Müller-Westernhagen sich der Tätigkeit als Theaterschauspieler, Musiker und Journalist.

### 1970–1979: Plattenvertrag beiWarner Musicund Durchbruch als Filmschauspieler und Musiker
Im Jahre 1972 brachte Müller-Westernhagen für die ZDF-Satiresendung Express das Lied Gebt Bayern zurück an die Bayern in Anlehnung an Paul McCartneys Give Ireland Back to the Irish auf den Markt. Nach massiven Protesten wurde die Single von der Plattenfirma vom Markt genommen. In Roland Klicks Film Supermarkt synchronisierte er den Hauptdarsteller. Während der Arbeiten zum Film lernte er den Produzenten Peter Hesslein (Lucifer’s Friend) kennen und sang den von Hesslein komponierten Titelsong Celebration unter dem Namen Marius West.
Im Jahre 1974 unterzeichnete er einen Plattenvertrag bei Warner Music. Sein Debüt-Album Das erste Mal wurde von Peter Hesslein im Oktober 1974 produziert und Anfang 1975 veröffentlicht. Es war kommerziell nicht erfolgreich. Die ARD strahlte im selben Jahr unter dem Titel Es geht mir wie dir eine Dokumentation über den jungen Sänger aus, in der Müller-Westernhagen und einige ihm nahestehende Personen, wie seine Mutter und seine Lebensgefährtin, dem Moderator Reinhard Münchenhagen Fragen über sein Leben und seine Musik beantworten.
Sein Durchbruch als Filmschauspieler gelang Marius Müller-Westernhagen mit dem 1976 gedrehten Film Aufforderung zum Tanz als Theo Gromberg. Die Geschichte um die Fernfahrer Gromberg und Goldini (der Italiener Goldini wurde vom späteren Lindenstraßen-Darsteller Guido Gagliardi verkörpert) fand 1980 ihre bedeutend erfolgreichere Fortsetzung im Kino-Film Theo gegen den Rest der Welt. Dieser Film unter der Regie von Peter F. Bringmann wurde zum erfolgreichsten Film des Jahres und mit fast drei Millionen Zuschauern auch einer der kommerziell erfolgreichsten deutschen Nachkriegsfilme überhaupt. Im selben Jahr erhielt Müller-Westernhagen den Ernst-Lubitsch-Preis für seine darstellerische Leistung. Zu dieser Zeit befand sich Müller-Westernhagen auf dem Höhepunkt seiner schauspielerischen Tätigkeit.
Neben den Musikalben nahm Westernhagen, der in jungen Jahren mehrfach für den Hörfunk als Hörspielsprecher tätig war, Tonträger mit gesprochenen Texten auf, einmal Texte von Wolfgang Borchert, dann das musikalische Märchen Peter und der Wolf und Die Geschichte von Babar, dem kleinen Elefanten von Francis Poulenc.
Nach zwei weiteren erfolglosen LPs bekam seine musikalische Karriere mit dem 1978 erschienenen Album Mit Pfefferminz bin ich dein Prinz Aufwind. Es entstand in enger Zusammenarbeit mit dem Produzenten und Bassisten Lothar Meid, erreichte hohe Verkaufszahlen und verkaufte sich alleine bis Ende des Jahres 2008 über 1,5 Millionen Mal.

### 1980–1989: Imagewechsel und Ende der Schauspiellaufbahn
Als Musiker fiel er zunehmend durch häufig provokante Texte auf. Das nach Müller-Westernhagens Darstellung gesellschaftskritisch gemeinte Lied Dicke, in dem Westernhagen auf Diskriminierung aufmerksam machen und „den Leuten“ „einen Spiegel vorhalten“ wolle, indem er Beleidigungen, Vorurteile und Klischees aneinanderkettete, wurde von manchen so interpretiert, als wolle er sich diese Ansichten zu eigen und sich über fettleibige Menschen lustig machen, sodass einige Radiosender es nicht spielten. In einem anderen Lied thematisierte er auf ironisch überspitzter Weise die umstrittenen Fahndungsmethoden im Kampf gegen die RAF-Terroristen (Grüß mir die Genossen). An den massiven Erfolg des Pfefferminz-Albums konnte er einige Jahre nicht mehr anschließen, obwohl die Nachfolge-LPs Sekt oder Selters (1980) und Stinker (1981) kommerziell erfolgreich waren. 1981 nahm er zudem das Titellied für den Tatort-Krimi Grenzgänger mit Götz George (Schimanski) Hier in der Kneipe fühl ich mich frei auf.
Zwischen 1982 und 1986 erschienen fünf Alben, auf denen teilweise mit Synthesizern experimentiert wurde und auf denen Müller-Westernhagen auch Mackie Messer von Brecht und Weill coverte (zu hören auf Die Sonne so rot von 1984).
Zu seiner erfolgreichsten Veröffentlichung wurde in dieser Zeit das Album Laß uns leben (erschienen 1985), eine Zusammenstellung von Balladen seiner bis dahin veröffentlichten LPs und absolvierte zu den Alben recht erfolgreiche Tourneen. Hier erarbeitete er sich den Ruf eines exzellenten Live-Künstlers. Auch trat er in den 1980er Jahren mehrmals beim Festival Rock am Ring auf.
Seine Schauspiellaufbahn beendete er 1987 mit der Hauptrolle des australischen Geologen Martin Graves in Hans-Christoph Blumenbergs Der Madonna-Mann. und produzierte das Album Westernhagen, mit dem er sich vom Image des burschikosen Pöblers „Marius“ verabschiedete und nunmehr zum gut gekleideten, adretten und arrogant wirkenden „Westernhagen“ geriet, was bei vielen Fans der ersten Stunde zu Irritationen führte, auch wenn er vor Auftritten exklusive Kleidung und teure Uhren ablegte und in schlichte Jeans schlüpfte. Auch „Müller“ mit Bindestrich tilgte er mit diesem Album aus seinem Namen. Der Imagewechsel brachte ihm zuweilen den Ruf als „Armani-Rocker“ ein.
Das Album wurde viel beachtet und enthält neben den bekannten Liedern Ganz und gar und Weißt Du, dass ich glücklich bin den Song Freiheit, der inspiriert durch die Französische Revolution entstand und 1989 unbeabsichtigt zu einer Hymne der deutschen Wiedervereinigung wurde. 1989 entstand das 13. und bis dahin erfolgreichste Album Halleluja mit den Radio- und Charthits Sexy und Weil ich dich liebe. Das Album stieg von Null auf Platz eins der deutschen Albencharts. Es folgten 50 ausverkaufte Konzerte und eine Million verkaufte Tonträger in nur einem Jahr. Außerdem trat Westernhagen innerhalb der Tour zum ersten Mal in der DDR auf.

### 1990–1999: Tourneen und weitere Studioalben
Im Frühjahr 1990 fand ein Konzert in der Ost-Berliner Werner-Seelenbinder-Halle statt. Das Abschlusskonzert der Tournee fand im Gelsenkirchener Parkstadion statt.
Im Dezember 1990 erschien das Doppelalbum Westernhagen live, dessen Aufnahmen während der Halleluja-Tour in den Dortmunder Westfalenhallen entstanden. Bis heute wurden davon mehr als 1,5 Millionen Einheiten verkauft, wofür es dreimal mit Platin ausgezeichnet wurde.
1992 nahm er in den Londoner Metropolis Studios, diesmal als Produzent allein in der Verantwortung, das Album Jaja auf. Die Tournee zu diesem Album führte ihn nicht nur durch die größten Hallen der Bundesrepublik, sondern auch – als ersten deutschen Künstler – durch große Fußballstadien. Ein Jahr später wurde Jaja doppelt mit Platin geehrt. Westernhagen wurde 1993 mit drei Echo-Auszeichnungen (Künstler des Jahres, Musikvideo des Jahres, Produzent des Jahres), dem Silver Screen Award für das Musikvideo Krieg und mit dem Bambi in der Kategorie Pop geehrt.
1994 erschien das Album Affentheater. Es wurde in Großbritannien produziert, diesmal mit Pete Wingfield als Co-Producer. Für das Album lagen 700.000 Vorbestellungen vor, und es erreichte auf Anhieb Platz 1 der Verkaufshitparade. Obwohl von den Medien inzwischen zum „Armani-Rocker“ stilisiert und als mehrfacher Millionär ausgemacht, galt er bei den Fans weiterhin als Kumpeltyp. Die Tournee zum Album (Affentour) führte ausschließlich durch Stadien. Die fünfzehn Konzerte wurden von dem Dokumentarfilmer D. A. Pennebaker und dessen Partnerin Chris Hegedus für die Leinwand festgehalten.
Im Gegensatz zum Erfolg der Tourneen geriet der Tourfilm Keine Zeit jedoch zum Flop. Trotz Kritikerlob wurde das Werk angesichts leerer Kinosäle oft schon nach zwei Wochen aus den Programmen genommen.
1998 erschien Radio Maria mit zwölf neuen Songs, die im italienischen Refugium der Westernhagens vorproduziert wurden. Dort streute ein religiöser Sender die Gebete der Gläubigen in die Studioanlage ein, daher der Titel.
Auch dieses Album erreichte Platz 1, Gold und Platin bei Auslieferung und in der Folge eine Tournee der Superlative, die zu einer Abschiedstour werden sollte. Von Westernhagen und einem internationalen Team in eineinhalbjähriger Vorbereitungszeit erarbeitet, wurden ein riesiger beweglicher Monitor-Satellit, auf dem eigens für die Songs interpretierendes Filmmaterial lief, Lichtdesign von Patrick Woodroffe, eine 570 Tonnen schwere Bühne mit langen Catwalks sowie eine Tonanlage mit 200.000 Watt präsentiert.
Mit dem letzten Konzert der Tournee in Hamburg vor über 100.000 Zuschauern erklärte Müller-Westernhagen seinen vorläufigen Abschied von den Stadion-Bühnen. In einem Stern-Interview gab Westernhagen zu Protokoll, er könne sich mit dem „PR-Gewese“ nicht mehr identifizieren, und dass es definitiv keine Stadion-Tour mehr geben werde.

### 2000–2009: Rückkehr von Kreativpause und Musikstilexperimente

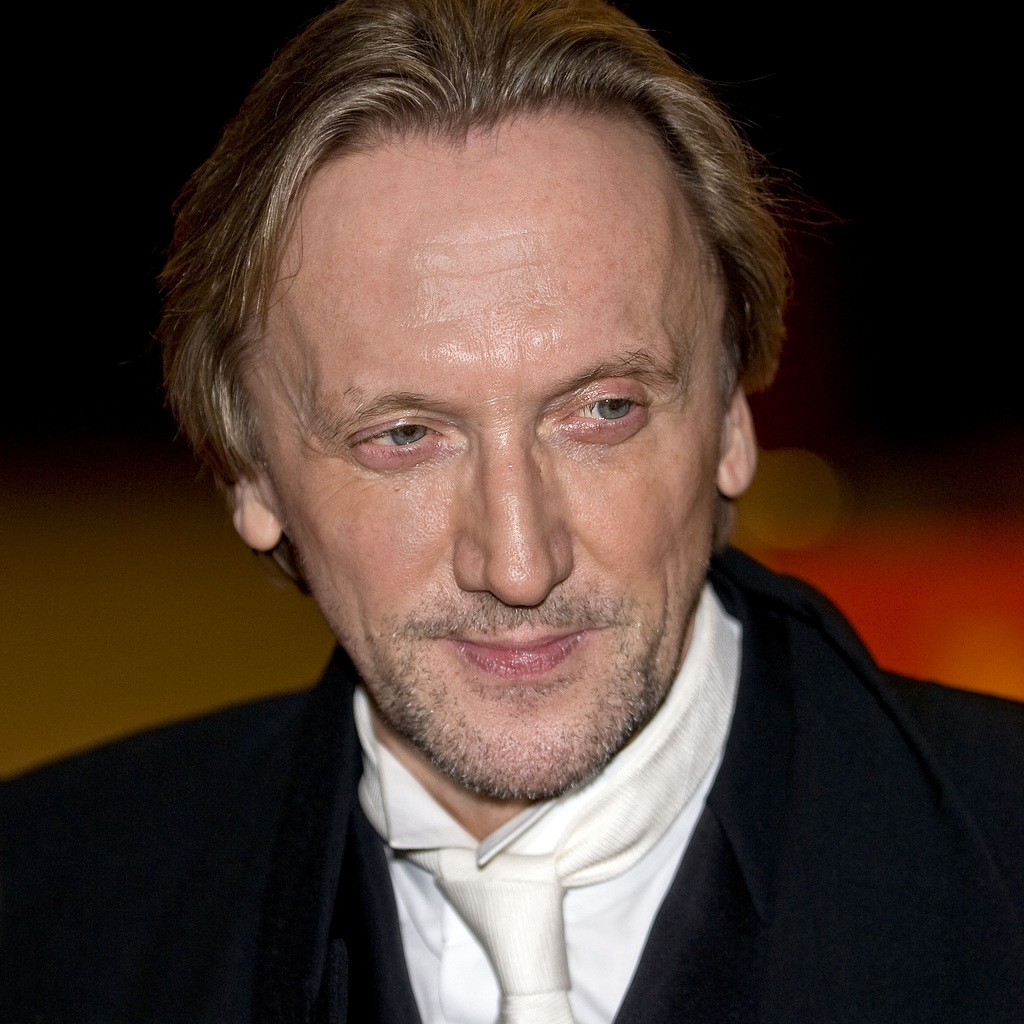
Marius Müller-Westernhagen auf der Berlinale 2008

Im Herbst 2000 erschien die Best-of-Kopplung So weit … in einfacher sowie in XL-Version – 18 bzw. 29 Titel.
Im September 2002 wurde nach einer längeren Kreativpause das in Hamburg vorproduzierte und in Italien aufgenommene Album In den Wahnsinn veröffentlicht, auf dem sich harte Rocksongs mit aggressiven Texten finden. Allerdings konnte dieses Album nicht an frühere Verkaufszahlen anknüpfen.
Im Frühjahr 2005 erschien das Album Nahaufnahme, für dessen Coverfoto unter anderem Karl Lagerfeld verantwortlich zeichnete. Die Songs dieses Albums sind ruhig gehalten, die Texte eher nachdenklich. Wie bereits bei In den Wahnsinn bleiben auch die Verkaufszahlen von Nahaufnahme hinter früheren Erfolgen zurück. Es erreichte lediglich einfachen Goldstatus für 100.000 verkaufte Exemplare.
Dieses Album nahm Müller-Westernhagen zum Anlass, im Spätsommer 2005 sein Comeback auf der Bühne zu feiern. Gegenüber seinen letzten Touren spielte er dieses Mal nicht in Stadien, sondern in Hallen. Auf dieser Tour arbeitete er wieder mit bewährten Weggefährten zusammen, wie dem Gitarristen Jay Stapley und dem Keyboarder Helmut Zerlett.
Trotz des im Vorfeld in zahlreichen Internet-Foren geäußerten Unmuts über die hohen Ticketpreise (inklusive Gebühren im Schnitt etwa 70 Euro für Stehplatzkarten) sahen über 250.000 Zuschauer die Konzerte der fast ausverkauften Nahaufnahme-Tour.
Im Herbst 2006 erschien die dazugehörige Live-DVD Wenn das Licht auf dich fällt, die später eine Goldauszeichnung erhielt. Die DVD wurde erstmals von Edel Music herausgegeben, nachdem der Vertrag von Müller-Westernhagen mit seinem alten Label Warner nach 32 Jahren Zusammenarbeit ausgelaufen war und auf beiderseitigen Wunsch nicht verlängert wurde. Unter demselben Titel erschien eine limitierte so genannte earBOOK-Ausgabe, die zwei CDs, zwei DVDs und ein großformatiges Buch umfasst.
Anlässlich seines 60. Geburtstags gab Westernhagen am 18. Dezember 2008 unter dem Motto Lasst uns leben, lasst uns lieben, lasst uns feiern in der KölnArena ein großes Jubiläumskonzert. Ein Zusatzkonzert fand am Folgetag an gleicher Stelle statt, zwei weitere folgten in Hamburg und Berlin.
Am 23. Oktober 2009 erschien mit Williamsburg nach über vier Jahren wieder ein Album mit neuen Stücken, mit dem Westernhagen an seine Blues-Wurzeln anknüpfte. Er hatte es Anfang des Jahres 2009 im gleichnamigen New Yorker Stadtteil mit namhaften amerikanischen Musikern – beispielsweise Larry Campbell, Peter Stroud (Gitarre) oder Andy Newmark und Shawn Pelton (Schlagzeug) – aufgenommen. Veröffentlicht hat er das Album in Eigenregie, ohne Plattenfirma. Das Werk stieg auf Platz 2 in die Hitparade ein.

### Seit 2010: Weitere Karriere

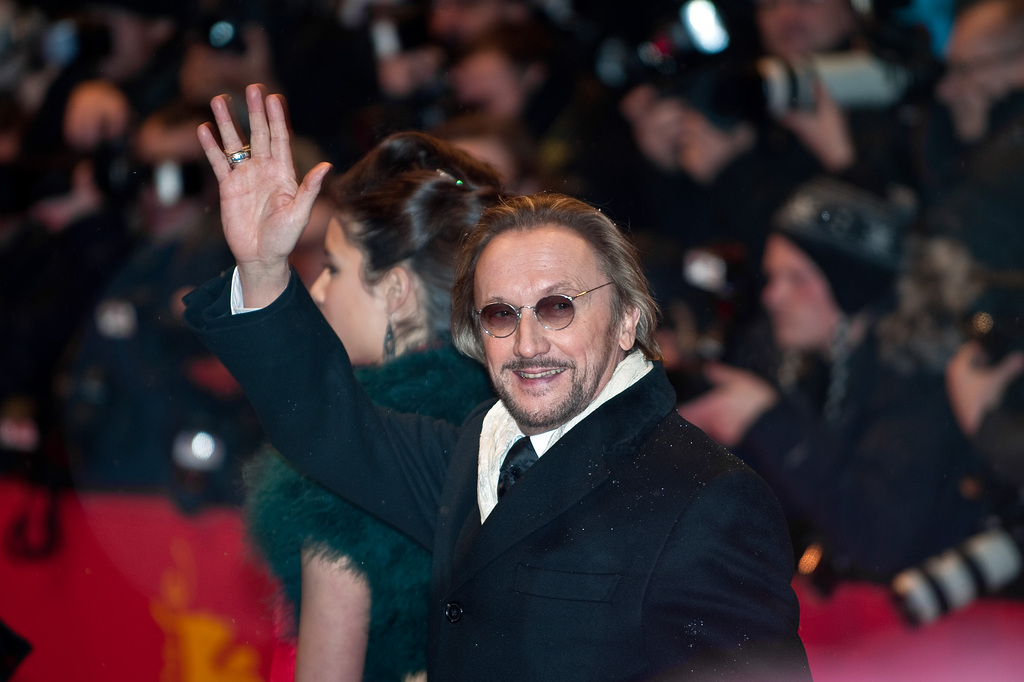
Marius Müller-Westernhagen auf der Berlinale 2010

Im Oktober 2010 startete Westernhagen in Mannheim eine aus zehn Konzerten bestehende Tournee. Seine Begleitband bestand aus Brad Rice (Gitarre), John Conte (Bass), Aaron Comess (Schlagzeug), Markus Wienstroer (Gitarre, Geige), Alan Clark (Keyboard, Hammondorgel), Frank Mead (Saxophon, Harmonika, Percussion, Flöte), Della Miles (Background-Gesang) sowie dem Background-Sänger Ron Jackson. Die Eintrittskarten für die einzelnen Konzerte kosteten bis zu 95 Euro. Dementsprechend schleppend lief der Vorverkauf. Einige Konzerte waren nur zu 70 % ausgelastet, andere aber ausverkauft. Das Abschlusskonzert der Tournee fand am 25. Oktober 2010 in der O2 World Hamburg statt.
Im Herbst 2011 veröffentlichte Westernhagen ein Livealbum zur Tournee 2010, Hottentottenmusik, das in der Musikkritik großen Zuspruch fand. Ab dem 11. September 2012 fand eine aus neun Konzerten bestehende Tournee statt, die den Künstler erstmals nach Österreich und in die Schweiz führte.
Am 25. April 2014 veröffentlichte Westernhagen erstmals seit vier Jahren wieder ein Studioalbum mit dem Namen Alphatier, das er vor der Veröffentlichung auf einer kleinen Clubtournee vorgestellt hatte. 2015 folgte eine Tour durch die großen Hallen Deutschlands.
2016 feiert Westernhagen sein 50-Jahre-Jubiläum als Musiker. Am 28. Oktober 2016 veröffentlichte Westernhagen ein MTV-Unplugged-Konzert. Der Auftritt fand in der Berliner Volksbühne mit anderen Gastmusikern wie Udo Lindenberg statt. Die Regie für das Livevideo übernahm Fatih Akin.
Im November 2019 veröffentlichte er sein Album Das Pfefferminz-Experiment (Woodstock Recordings Vol. 1). Im Mai 2022 erschien das Album Das eine Leben, das auf Rang vier der deutschen Albumcharts einstieg und sich insgesamt 35 Wochen in den Top-100 hielt.

## Soziales und politisches Engagement
In den 1980er Jahren wirkte Müller-Westernhagen beim Benefizprojekt Band für Afrika mit. Für sein gesellschaftspolitisches Engagement wurde ihm von Bundespräsident Johannes Rau das Bundesverdienstkreuz am Bande verliehen und am 4. April 2001 von Bundeskanzler Gerhard Schröder im Kaisersaal des Hamburger Rathauses überreicht. 2005 warb Müller-Westernhagen in einer Plakat- und Anzeigenkampagne der Deutschen Steinkohle AG für die Kohleförderung.

## Privates
Müller-Westernhagen war ab 1974 für zwölf Jahre mit der 17 Jahre älteren Schauspielerin Katrin Schaake liiert und lebte mit ihr in Hamburg-Pöseldorf. Häufig war er Gast in der Künstler-Wohngemeinschaft Villa Kunterbunt in Hamburg-Winterhude, in der damals unter anderem Otto Waalkes, Udo Lindenberg und Willem wohnten.
Aus der Beziehung mit der britischen Schauspielerin und Fotografin Polly Eltes, die er 1984 während der Dreharbeiten zu Peter F. Bringmanns Kinofilm Der Schneemann kennenlernte, stammt die gemeinsame Tochter Sarah (genannt „Mimi“), Model und Sängerin in einer Rockband. Im Jahre 1988 heiratete Marius Müller-Westernhagen das Fotomodell Romney Williams aus New York, die aus erster Ehe den Sohn Giulio hat. Das Paar trennte sich 2013.
Auf seiner Tournee 2016 wurde Müller-Westernhagen von der südafrikanischen Sängerin und neuen Freundin Lindiwe Suttle begleitet, die auf der im Oktober 2016 erschienenen Platte Westernhagen MTV Unplugged beim Song Luft um zu atmen zu hören ist. Das Paar heiratete im Juli 2017 standesamtlich in Berlin.

## Diskografie
Studioalben

| Jahr | Titel Musiklabel                                | Höchstplatzierung, Gesamtwochen, AuszeichnungChartplatzierungen (Jahr, Titel, Musiklabel, Platzierungen, Wochen, Auszeichnungen, Anmerkungen) | Höchstplatzierung, Gesamtwochen, AuszeichnungChartplatzierungen (Jahr, Titel, Musiklabel, Platzierungen, Wochen, Auszeichnungen, Anmerkungen) | Höchstplatzierung, Gesamtwochen, AuszeichnungChartplatzierungen (Jahr, Titel, Musiklabel, Platzierungen, Wochen, Auszeichnungen, Anmerkungen) | Anmerkungen                                                  |
| Jahr | Titel Musiklabel                                | DE | AT | CH | Anmerkungen                                                  |
| ---- | ----------------------------------------------- | --- | --- | --- | ------------------------------------------------------------ |
| 1975 | Das erste Mal Warner Music                      | DE— GoldDE | — | — | Erstveröffentlichung: 1975 Verkäufe: + 250.000               |
| 1976 | Bittersüß Warner Music                          | — | — | — | Erstveröffentlichung: 16. Januar 1976                        |
| 1977 | Ganz allein krieg ich’s nicht hin Warner Music  | — | — | — | Erstveröffentlichung: 20. Juni 1977                          |
| 1978 | Mit Pfefferminz bin ich dein Prinz Warner Music | DE19 ×2Doppelplatin · (41 Wo.)DE | — | — | Erstveröffentlichung: 30. Oktober 1978 Verkäufe: + 1.000.000 |
| 1980 | Sekt oder Selters Warner Music                  | DE22 Gold · (35 Wo.)DE | — | — | Erstveröffentlichung: 29. Februar 1980 Verkäufe: + 250.000   |
| 1981 | Stinker Warner Music                            | DE5 Platin · (51 Wo.)DE | — | — | Erstveröffentlichung: 2. April 1981 Verkäufe: + 500.000      |
| 1982 | Das Herz eines Boxers Warner Music              | DE11 Gold · (17 Wo.)DE | — | — | Erstveröffentlichung: 21. Oktober 1982 Verkäufe: + 250.000   |
| 1983 | Geiler is’ schon Warner Music                   | DE41 Gold · (9 Wo.)DE | — | — | Erstveröffentlichung: 27. Oktober 1983 Verkäufe: + 250.000   |
| 1984 | Die Sonne so rot Warner Music                   | DE40 (12 Wo.)DE | — | — | Erstveröffentlichung: 29. November 1984                      |
| 1986 | Lausige Zeiten Warner Music                     | DE18 (10 Wo.)DE | — | — | Erstveröffentlichung: 21. Februar 1986                       |
| 1987 | Westernhagen Warner Music                       | DE21 Gold · (45 Wo.)DE | — | — | Erstveröffentlichung: 25. September 1987 Verkäufe: + 250.000 |
| 1989 | Halleluja Warner Music                          | DE1 ×2Doppelplatin · (78 Wo.)DE | — | — | Erstveröffentlichung: 25. August 1989 Verkäufe: + 1.000.000  |
| 1992 | Jaja Warner Music                               | DE1 ×2Doppelplatin · (49 Wo.)DE | AT12 (4 Wo.)AT | CH24 (9 Wo.)CH | Erstveröffentlichung: 19. März 1992 Verkäufe: + 1.000.000    |
| 1994 | Affentheater Warner Music                       | DE1 ×7Siebenfachgold · (65 Wo.)DE | AT9 Gold · (19 Wo.)AT | CH21 (10 Wo.)CH | Erstveröffentlichung: 30. August 1994 Verkäufe: + 1.775.000  |
| 1998 | Radio Maria Warner Music                        | DE1 ×5Fünffachgold · (65 Wo.)DE | AT15 Gold · (9 Wo.)AT | CH20 (14 Wo.)CH | Erstveröffentlichung: 17. August 1998 Verkäufe: + 1.275.000  |
| 2002 | In den Wahnsinn Warner Music                    | DE1 ×3Dreifachgold · (14 Wo.)DE | AT36 (3 Wo.)AT | CH64 (3 Wo.)CH | Erstveröffentlichung: 4. November 2002 Verkäufe: + 450.000   |
| 2005 | Nahaufnahme Warner Music                        | DE1 Gold · (13 Wo.)DE | AT31 (5 Wo.)AT | CH40 (3 Wo.)CH | Erstveröffentlichung: 21. Februar 2005 Verkäufe: + 100.000   |
| 2009 | Williamsburg Whagen                             | DE2 Gold · (24 Wo.)DE | AT47 (1 Wo.)AT | CH70 (1 Wo.)CH | Erstveröffentlichung: 23. Oktober 2009 Verkäufe: + 100.000   |
| 2014 | Alphatier Kunstflug                             | DE1 (10 Wo.)DE | AT17 (1 Wo.)AT | CH58 (1 Wo.)CH | Erstveröffentlichung: 25. April 2014                         |
| 2022 | Das eine Leben Sony Music                       | DE4 (7 Wo.)DE | AT37 (1 Wo.)AT | CH16 (1 Wo.)CH | Erstveröffentlichung: 20. Mai 2022                           |

grau schraffiert: keine Chartdaten aus diesem Jahr verfügbar

## Filmografie

### Als Schauspieler
- 1962: Die höhere Schule (Regie: Wilhelm Semmelroth)
- 1964: Sechs Personen suchen einen Autor (Regie: Eberhard Itzenplitz)
- 1965: Trilltrall und seine Brüder (Fernsehfilm, Regie: Walter Davy)
- 1967: Ostern (Regie: Wilm ten Haaf)
- 1968: Harakiri Whoom (Regie: Gerhard Schmidt)
- 1968: Der Unfall (Regie: Peter Beauvais)
- 1970: Express (Regie: Hansjürgen Hilgert)
- 1971: Hurra, bei uns geht’s rund (Regie: Wolfgang von Chmielewski)
- 1973: Liebe mit 50 (Fernsehfilm; Regie: Günter Gräwert)
- 1973: Veränderung in Milden (Regie: Eberhard Itzenplitz)
- 1974: Unter Ausschluß der Öffentlichkeit (Fernsehreihe, Regie: Robert A. Stemmle)
- 1974: Telerop 2009 – Es ist noch was zu retten (Fernsehserie, 1 Folge)
- 1974: Ein deutsches Attentat (Regie: Günter Gräwert)
- 1975: Unter einem Dach (Fernsehserie, Staffel 1, Folge 7 – Produzent sucht Nachwuchs)
- 1975: Verlorenes Leben (Regie: Ottokar Runze)
- 1976: Inspektion Lauenstadt – Der Kompagnon (Regie: Georg Tressler)
- 1976: Sladek oder die schwarze Armee (Regie: Oswald Döpke)
- 1976: Tatort: Transit ins Jenseits (Fernsehreihe, Regie: Günter Gräwert)
- 1976: Rosaura kam um zehn (Regie: Günter Gräwert)
- 1977: Aufforderung zum Tanz (Regie: Peter F. Bringmann)
- 1977: Klaras Mutter (Regie: Tankred Dorst)
- 1978: Der Alte: Die Kolonne (Fernsehserie, Regie: Günter Gräwert)
- 1978: Der Gehilfe (Regie: Ludwig Cremer)
- 1978: Das zweite Erwachen der Christa Klages (Regie: Margarethe von Trotta)
- 1979: Der Tote bin ich (Regie: Alexander von Eschwege)
- 1979: Der Mörder (Regie: Ottokar Runze)
- 1980: Theo gegen den Rest der Welt (Regie: Peter F. Bringmann)
- 1980: Geteilte Freude (Regie: Gabi Kubach)
- 1980: Mosch (Regie: Tankred Dorst)
- 1982: Der Mann auf der Mauer (Regie: Reinhard Hauff)
- 1983: Is was, Kanzler? (nur Co-Produktion)
- 1984: Der Schneemann (Regie: Peter F. Bringmann)
- 1987: Deshima (Regie: Beat Kuert)
- 1987: Der Madonna-Mann (Regie: Hans-Christoph Blumenberg)

### Als Synchronsprecher
- Deutsche Synchronstimme von Charly Wierzejewski als Willi in Supermarkt (1974)
- Deutsche Synchronstimme von Roman Polański als Trelkovsky in Der Mieter (1976)[42]

## Auszeichnungen (Auswahl)
- zweimal die Goldene Stimmgabel des Springer-Verlages
- seit 1978: zahlreiche Goldene und Platin-Schallplatten, die erste für Mit Pfefferminz bin ich dein Prinz
- 1980: Ernst-Lubitsch-Preis für seine schauspielerische Leistung in Theo gegen den Rest der Welt
- 1981: Jupiter (Kategorie: Bester Darsteller) für Theo gegen den Rest der Welt
- 2001: Bundesverdienstkreuz der Bundesrepublik Deutschland
- 2005: Munich Olympic Walk of Stars
- 2005: A-Ward für sein Lebenswerk im Rahmen des SWR3 New Pop Festivals
- 2008: Montblanc de la Culture Arts Patronage Award
- 2009: Am Tag der Deutschen Einheit Verleihung der Quadriga
- 2010: Video Champion – Musik-Award für Westernhagen – Zwischen den Zeilen
- 2016: SWR3 Lifetime Award für Lebenswerk[43]
- 2017: Ehrenpreis des Deutschen Nachhaltigkeitspreises
- 2018: Berliner Bär (B.Z.-Kulturpreis)

## Schriften
- Songbuch. Zweitausendeins, Frankfurt am Main 1985.
- Mein Herz, Dein Blut. Steidl Verlag, Göttingen 2003, ISBN 978-3-88243-840-6.
- Versuch dich zu erinnern. Marius Müller-Westernhagen im Gespräch mit Manfred Bissinger. Fotografiert von Dieter Eikelpoth. Steidl Verlag, Göttingen 2004, ISBN 3-88243-790-1.
- Wenn das Licht auf Dich fällt. Westernhagen in concert 2005. Edel-Records, Hamburg 2007, ISBN 978-3-940004-45-1.